# Mobutu Sese Seko
Mobutu Sese Seko Nkuku Ngbendu wa Za Banga (1930. október 14. – 1997. szeptember 7.) ismertebb nevén Mobutu vagy Mobutu Sese Seko, születési nevén Joseph-Désiré Mobutu, 32 éven át volt Zaire (jelenleg a Kongói Demokratikus Köztársaság) elnöke (1965-1997), miután puccsal eltávolította Joseph Kasa-vubut, a Kongói Köztársaság (Léopoldville-Kongó) első szabadon választott elnökét. Zairében amerikai támogatással totalitárius rendszert hozott létre, mely megpróbálta megtisztítani az országot a gyarmati uralom minden kulturális hatásától, és az USA további támogatását élvezve háborúba bocsátkozott az egyes afrikai országokban időnként megerősödő baloldallal szemben. Országa gazdaságának téves vezetése, a pénzügyi és természeti erőforrások kihasználásával szerzett személyes meggazdagodása nevét a kleptokráciával (tolvajuralommal) tette egyenértékűvé.

## Ifjúkora
Mobutu a ngbandi népcsoport tagjaként a belga kongói Lisalában született. Mobutu anyja, Marie Madeleine Yemo szállodai cseléd volt, aki egy helyi főnök háreméből menekült Lisalába. Itt találkozott Albéric Gbemanival, egy belga bíró szakácsával, akivel összeházasodott. Két hónappal később született fia, Mobutu, akinek a „Mobutu” nevet egyik nagybátyja adta. Az apa, Gbemani Mobutu nyolcéves korában meghalt.
A belga bíró felesége megkedvelte Mobutut és franciára tanította; a fiú a francia beszédet, írást és olvasást tökéletesen elsajátította. Négy gyermekének eltartása érdekében Yemo nagymértékben rászorult a rokonok támogatására, ezért a család gyakran költözni kényszerült. Mobutu Léopoldville-ben (ma Kinshasa) kezdte tanulmányait, de anyja végül egy nagybátyjához küldte őt Coquilhatville-be (ma Mbandaka), ahol egy katolikus missziós bentlakásos iskolában, a Keresztény Testvérek Iskolájában tanult tovább.
Jó felépítésű és megjelenésű fiú volt, az iskola sportéletében vezető szerepet játszott. A tudományokban is élen járt, továbbá ő szerkesztette az iskola újságját. Csínyeiről és pajkos humoráról is jól ismerték; egy osztálytársa felidézte azokat az eseteket, amikor a belga papok, akiknek az anyanyelve a flamand (holland) volt, hibásan beszélték a francia nyelvet, és Mobutu egyből felugrott, rámutatva a hibára.
1949-ben Mobutu fellopózott egy hajóra és Léopoldville-be utazott, ahol megismerkedett egy lánnyal. A papok csak több hét múlva találták meg, és az iskolaév végén Belga Kongó hadseregébe, a Force Publique-ba küldték. A lázadó diákoknak a besorozás volt a büntetésük, mely számukra hétéves szolgálatot jelentett.
Mobutu fegyelmet tanult a hadseregben, Joseph Bobozo őrmester személyében pedig atyai támogatóra talált. Mobutu úgy folytatta tanulmányait, hogy amikor csak tehette, európai újságokat és könyveket kért kölcsön a belga tisztektől, melyek olvasásának szentelte minden szabadidejét, néha még szolgálati idejét is. Személyes kedvencei voltak a francia elnök, Charles de Gaulle, a brit miniszterelnök, Winston Churchill és az olasz filozófus, Niccolò Machiavelli írásai. Miután elvégzett egy könyvelői tanfolyamot, a professzionális újságírásba vetette bele magát. Még mindig haragudott a papokra az iskolai összetűzések miatt, ezért házasságát nem templomban kötötte. Az esküvői ünnepséghez egy rekesz sörrel járult hozzá, ennyit engedhetett meg katonai fizetéséből.
Katonaként, írói álnéven írt a korabeli politikáról egy, a belga gyarmati kormányzat által létrehozott új folyóiratba, az Actualités Africaines-ba. 1956-ban otthagyta a hadsereget, és főállású újságíró lett, írásai a léopoldville-i L'Avenir napilapban jelentek meg. Két évvel később Belgiumba utazott, hogy a Brüsszeli Világkiállításról tudósítson. Az Expo után Belgiumban maradt és újságíróképzésben vett részt. Mobutu ekkorra már számos olyan fiatal kongói értelmiségivel találkozott, akik kifejezték tiltakozásukat a gyarmati uralom ellen. Barátságot kötött Patrice Lumumbával, és csatlakozott Lumumba Mouvement National Congolais (Kongói Nemzeti Mozgalom – MNC) mozgalmához. Mobutu végül Lumumba személyes segédje lett, bár számos kortárs tett utalást arra, hogy a belga hírszerzés ekkoriban informátorként beszervezte Mobutut.
A kongói függetlenségről folytatott 1960-as brüsszeli tárgyalások során az Amerikai Egyesült Államok nagykövetsége fogadást tartott a résztvevők számára, hogy jobban megismerje a kongói küldöttséget. A nagykövetség munkatársai azt a feladatot kapták, hogy egy lista alapján beszélgessenek el a küldöttség tagjaival, majd később számoljanak be benyomásaikról. A nagykövet feljegyzései a következőket tartalmazzák: „Egy személy neve folyton felbukkant. Ez a név azonban egyetlen listán sem szerepelt, mivel nem volt a küldöttség hivatalos tagja, ő Lumumba titkára volt. De mindenki egyetértett abban, hogy ez egy rendkívül intelligens férfi, nagyon fiatal, talán még éretlen, ám olyan személy, aki hatalmas lehetőségek előtt áll.”

## A kongói válság
Miután az ország 1960. június 30-án elnyerte függetlenségét, koalíciós kormány jött létre, melyet Patrice Lumumba miniszterelnök és Joseph Kasa-Vubu elnök irányított. A fiatal ország hamarosan belesodródott a kongói válságba, mivel a hadsereg fellázadt a még ott maradt belga tisztek ellen. Lumumba Mobutut nevezte ki a hadsereg vezérkari főnökévé. Új tisztségében Mobutu körbejárta az országot, és meggyőzte a katonákat, hogy térjenek vissza laktanyáikba. A déli tartományok bátorítást kaptak a belga kormánytól, mely fenn akarta tartani befolyását a gazdag kongói bányák felett, ezért szakadár mozgalmak alakultak ki. Mivel Lumumbát felbosszantotta, hogy az Egyesült Nemzetek Szervezetének a rend helyreállítására és a szakadár mozgalmak elfojtására érkezett erői nem nyújtottak segítséget, a Szovjetunióhoz fordult segítségért, ahonnan hat héten belül roppant katonai segély és mintegy ezer műszaki tanácsadó érkezett.
Az Amerikai Egyesült Államok kormánya a szovjet beavatkozást a kommunista befolyás Közép-Afrikára történő kiterjesztése szándékaként értékelte. Kasa-vubu, akit a szovjetek megérkezése felingerelt, elbocsátotta Lumumbát. A felháborodott Lumumba viszont Kasa-vubut nyilvánította hatalmától megfosztottnak. Ezután mind Lumumba, mind Kasa-vubu parancsot adott Mobutunak a másik letartóztatására. Vezérkari főnökként Mobutura több oldalról is nagy nyomás nehezedett. A nyugati hatalmak nagykövetségei, valamint Kasa-vubu és Mobutu alárendeltjei a szovjet jelenléttől való megszabadulást támogatták. 1960. szeptember 14-én Mobutu a CIA által finanszírozott puccsal átvette a hatalmat. Az új rezsim Lumumbát házi őrizet alá vette, és Kasavubut hagyta meg elnöknek.
Az összes szovjet tanácsadónak azonnal távoznia kellett. Következő lépésként Mobutu kommunista szimpátiával vádolta Lumumbát, így remélte megszerezni az Amerikai Egyesült Államok támogatását. Lumumba megpróbált Stanleyville-be (ma Kisangani) menekülni, de elfogták és Katangába szállították, ahol merénylet áldozata lett.
1964-ben Pierre Mulele egy másik lázadás keretében partizánokat vetett be. Hamar elfoglalták az ország kétharmadát, de a Mobutu által vezetett kongói hadsereg 1965-re a teljes területet visszafoglalta tőlük.

## A második puccs és a hatalom megszilárdítása
1965. november 25-én a Kasa-vubu és miniszterelnöke, Moise Csombe közötti újabb hatalmi harcot követően Mobutu tábornok másodszor is megszerezte a hatalmat egy vér nélküli puccsban. Mobutu szerint öt évre volt szükségük a „politikusoknak”, hogy tönkretegyék az országot, ezért „a következő öt évben nem lesz politikai párttevékenység az országban”. A regime d'exception (szükségállapot) alatt Mobutu csaknem abszolút hatalmat szerzett. A parlamentnek csak bólogató szerepe volt, mielőtt teljesen megszüntették, bár később újra életre kelt. A tartományok számát csökkentették, autonómiájukat megkurtították, mindez egy nagymértékben központosított államhatalmat eredményezett.
Mobutu kormánya kezdetben tagadhatatlanul apolitikus, sőt anti-politikus volt. A „politikus” szónak negatív másodlagos jelentése volt, és csaknem szinonimája lett a bűnös vagy korrupt viselkedésnek. Ennek ellenére 1966-ban elkezdte szárnyait bontogatni a „Corps of Volunteers of the Republic” (Önkéntes Köztársasági Hadsereg), egy mozgalom, melynek feladata a Lumumba utáni „második népi hős”, Mobutu mögötti népi támogatásra való mozgósítás volt. Ironikus, hogy a Lumumba elűzésében játszott szerepe ellenére Mobutu igyekezett önmagát Lumumba örökségének folytatójaként beállítani. Uralma elején egyik fő alapelve a „hiteles kongói nacionalizmus" volt.
Az 1967-es év a Popular Movement of the Revolution (MPR) indulásának éve volt, mely egészen 1990-ig az ország egyetlen legális politikai pártja volt. A tagság az ország minden polgára számára kötelező volt. Az MPR doktrínája, a „Manifesto of N'Sele” fő tételei között szerepelt a nacionalizmus, a forradalom és a hitelesség. A forradalmat „valódi nemzeti, lényegében pragmatikus forradalomnak” írták le, mely megkívánja „mind a kapitalizmus, mind a kommunizmus elutasítását”. Az MPR egyik szlogenje a „se balra se jobbra” volt, melyhez évekkel később az „és középre sem” is hozzátehető lett.
Még ugyanabban az évben az összes szakszervezetet egyetlen szervezetbe vonták össze, a „National Union of Zairian Workers”-be (Zaire-i Dolgozók Országos Szakszervezete), melyet kormányellenőrzés alá vontak. Mobutu szándéka szerint a szakszervezet inkább a kormánypolitika támogatásának eszközeként szolgált, semmint érdekvédelmi szervezetként. Független szakszervezetek egészen 1991-ig nem létezhettek.
Uralkodásának korai szakaszában számos feladatnak nézve elébe, Mobutu képes volt ellenzőinek nagy részét pártfogói rendszere útján engedelmességre kényszeríteni, akit pedig így nem sikerült, azzal erőszakkal számolt le. 1966-ban kabinetjének négy tagját tartóztatták le egy puccskísérletben való bűnrészesség vádjával, ügyüket egy katonai törvényszék tárgyalta, mely után 50 000 ember előtt nyilvánosan kivégezték őket. A korábbi katangai csendőrség felkeléseit eltiporták, csakúgy, mint egy, fehér zsoldosok által 1967-ben vezetett sikertelen lázadást. 1970-re minden, tekintélyét veszélyeztető potenciális fenyegetést megsemmisítettek, és jobbára a törvényt és a rendet is helyreállították az ország legnagyobb részében. Ez az év jelentette Mobutu legitimitásának és hatalmának csúcspontját. A belga uralkodó, I. Balduin belga király sikeres hivatalos látogatást tett Kinshasában. Ugyanabban az évben törvényhozási és elnökválasztást tartottak, a részvétel kötelező volt, az egyetlen elnökjelölt Mobutu volt. A választáson Mobutu a szavazatok 99%-át kapta meg.
Hatalmának megszilárdítása során Mobutu számos katonai szervezetet hozott létre, melyeknek egyetlen feladata az ő védelme volt. Ezek közé tartozott a Special Presidential Division (Elnöki Speciális divízió), a Civil Guard (polgárőrség) és a Service for Action and Military Intelligence (SNIP) (katonai hírszerzés).

## Kampány a hitelességért

Zaire zászlaja

Beszállva az Afrika kulturális öntudatra ébredéséért folyó kampányba, Mobutu az országot a Zaire névre nevezte át 1971 októberében. Az afrikaiaknak meg kellett válniuk keresztény nevüktől és afrikai nevet kellett választaniuk, a papokat ötéves börtönbüntetés fenyegette, ha zaire-i gyermeknek keresztény nevet adtak. A nyugati típusú öltözéket és a nyakkendőt betiltották, a férfiaknak Mao Ce-tung-stílusú zubbonyt kellett hordaniuk, melynek neve abacost volt (a francia „à bas le costume" – „le az öltönnyel” kifejezésből).
1972-ben Mobutu önmagának a Mobutu Sese Seko Nkuku Ngbendu Wa Za Banga („Mindenható harcos, aki kitartása és rendíthetetlen győzni akarása révén győzelmet győzelemre halmoz, és nyomában tűz gyullad.”) adta, melyet röviden Mobutu Sese Seko-ként használt.

## Egyszemélyi hatalom

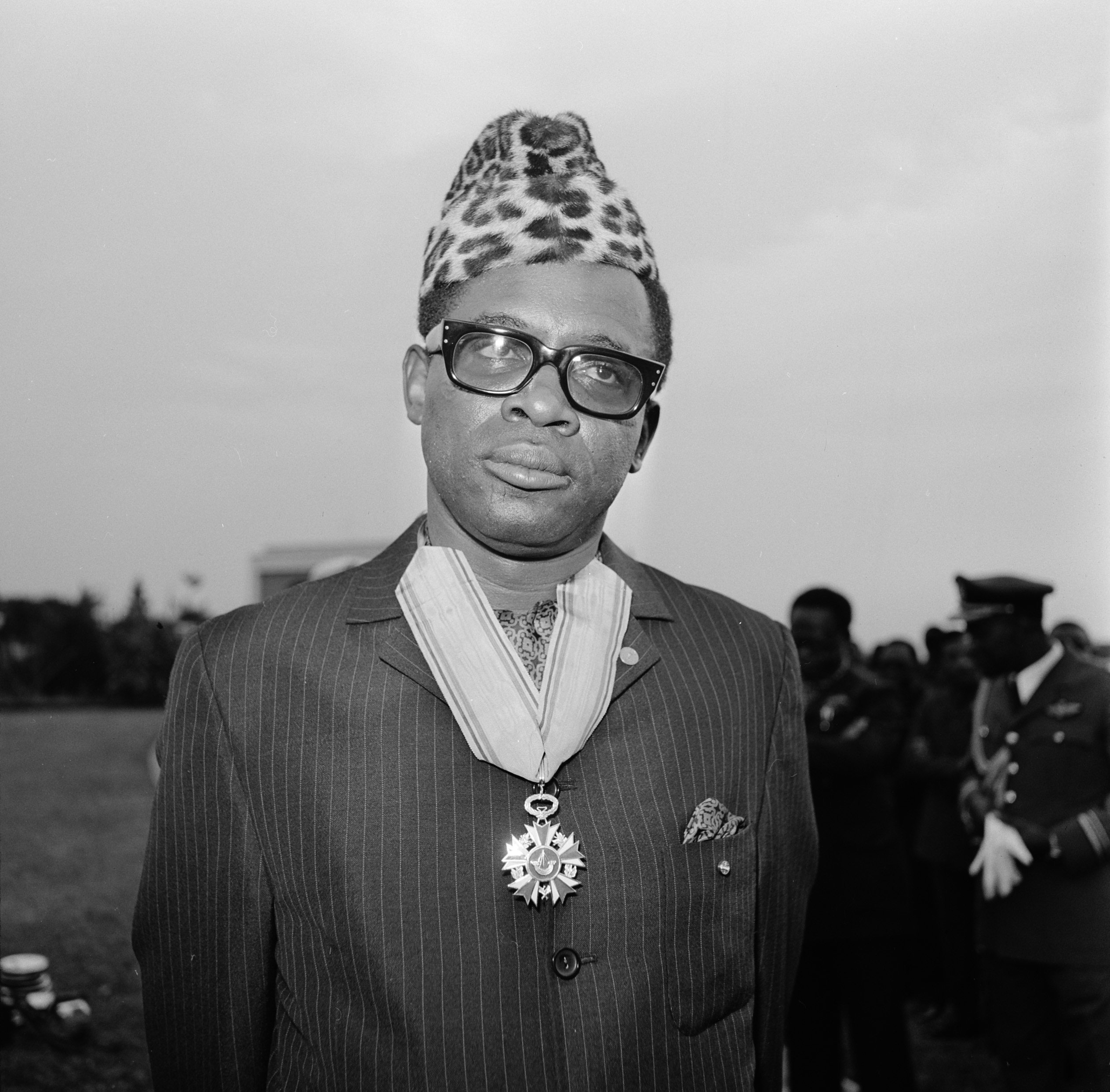
Mobutu Sese Seko 1973-ban jellegzetes, leopárdbőr fejfedőjében

Hatalmának korai éveiben Mobutu úgy szilárdította meg hatalmát, hogy politikai ellenfeleit, a szakadárokat, a puccsistákat és más, hatalmára nézve veszély jelentő személyeket nyilvánosan kivégeztette. Azért, hogy példát statuáljon, sokakat nagy nyilvánosság előtt akasztatott fel, köztük a korábbi miniszterelnököt, Evariste Kimbát és kabinetjének három miniszterét, Jérôme Anany védelmi minisztert, Emmanuel Bamba pénzügyminisztert és Alexandre Mahamba bányászati és energiaügyi minisztert. A vádlottak tárgyalása 1966 májusában volt, és május 30-án 50 000 néző előtt végezték ki őket. Az ellenük szóló vád az volt, hogy kapcsolatban álltak Alphonse Bangala tábornokkal és Pierre Efomi őrnaggyal, akikkel puccsot terveztek. Mobutu a következőképpen magyarázta a kivégzéseket: „Az embernek látványos példát kell statuálnia, és a rendszernek fegyelmet kell tükröznie. Amikor egy vezető dönt, akkor dönt – pont.”
1968-ban Pierre Mulele-t, Lumumba oktatási miniszterét majd később, az 1964-es simba-lázadás egyik vezetőjét visszacsalogatták brazzaville-i száműzetéséből azt színlelve, hogy amnesztiát kap, de Mobutu katonái megkínozták és megölték. Miközben Mulele még életben volt, szemét kinyomták, nemi szervét leszakították, végtagjait egyenként vágták le. Mobutu később felhagyott a gyilkosságokkal, taktikát váltott, és politikai riválisait megvásárolta. „Légy közel a barátaidhoz, de még közelebb az ellenségeidhez” jelszava a politikai ellenfelek zsarolással történő megvásárlására utal. Egyik kedvenc módszere az volt, hogy kormányának tagjait egymás közt folyton cserélgette, így gondoskodva arról, hogy senki ne jelenthessen fenyegetést hatalmára.
Egy másik taktikai lépése volt, hogy kormányának más véleményű tagjait letartóztatta és megkínoztatta, hogy később megbocsáthasson nekik és magas pozícióval jutalmazza őket. Ennek a bánásmódnak egyik jól ismert példája Jean Nguza Karl-i-Bond esete. Jean Nguza Karl-i-Bond-ot 1977-ben leváltották a külügyminiszteri posztról, halálra ítélték és megkínozták. Ítéletét Mobutu először életfogytiglani börtönbüntetésre váltotta, majd egy év múlva felmentette, később miniszterelnökké nevezte ki, mielőtt Karl-i-Bond 1981-ben elmenekült az országból (bár később, 1985-ben visszatért, először, mint Zaire Amerikai Egyesült Államokba akkreditált nagykövete, majd később, mint külügyminiszter).
1972-ben Mobutu sikertelenül próbálta magát örök ideig pozícióban lévő elnöknek kineveztetni.
Uralmának kezdetén államosította a külföldi tulajdonban lévő cégeket, és az európai befektetőket kiűzte az országból. Az államosított vállalkozások irányítását számos esetben rokonaira vagy közeli ismerőseire bízta, akik elsikkasztották ezeknek a vállalkozásoknak a vagyonát. Mindez olyan gazdasági visszaesést eredményezett, hogy Mobutu 1977-re kénytelen volt visszakönyörögni a külföldi befektetőket. Az angolai telephelyű katangai lázadók 1977-ben megszállták Zaire-t, válaszként Mobutunak az MPLA-ellenes lázadóknak nyújtott támogatására. Franciaország 1500 marokkói ejtőernyőst dobott le az országban, akik leverték a lázadást, ezzel véget ért az első Shaba-invázió. A lázadók 1978-ban ismét megtámadták Zaire-t, ezúttal nagyobb létszámmal, ez volt a második Shaba-invázió. A belga és a francia kormány csapatai az Amerikai Egyesült Államok logisztikai segítségével ismét leverték a lázadást.
1977-ben és 1984-ben újraválasztották, a választásokon ő volt az egyetlen jelölt. Semmin nem dolgozott olyan keményen, mint személyes vagyonának gyarapításán, vagyonát 1984-ben 5 milliárd dollárra becsülték. Vagyonának jó részét svájci bankokban tartotta (mostanában azonban többen kételkednek egykori vagyona nagyságában.). Ez a vagyon összemérhető volt országának akkori államadósságával; 1989-re a kormány kénytelen volt beszüntetni a Belgiumtól kapott kölcsön visszafizetését. Mercedes gépkocsikból álló gépjármű-flottája volt, miközben az ország útjai csaknem járhatatlanok voltak és népe éhezett. Az infrastruktúra gyakorlatilag összeomlott, számos közalkalmazott hónapokon át nem kapott fizetést. A pénz legnagyobb része Mobutuhoz, családtagjaihoz, valamint felső szintű politikai és katonai vezetőkhöz vándorolt. Egyedül csak az Elnöki Speciális Divízió – melytől személyes biztonsága függött – kapott rendszeres és méltányos fizetést. Ezt a szomorú valóságot fejezte ki az a népszerű mondás, mely szerint „a közalkalmazottak úgy tesznek mintha dolgoznának, miközben az állam úgy tesz, mintha fizetné őket”.
A rossz gazdálkodás egy másik jellemzője, mely közvetlenül kapcsolódott ahhoz, hogy Mobutu és barátai az államot fejőstehénnek tekintették, a féktelen infláció volt. A fizetések reálértékének gyors csökkenése nagyban elősegítette a korrupció burjánzását és az állami alkalmazottak becstelenségét.
Mobutu arról is nevezetes volt, hogy saját maga és családtagjai számára az Air France-tól többször kibérelte a Concorde-ot, többek közt párizsi bevásárló útjai céljára. Lakóhelyén, Gbadolite városában olyan repülőteret építtetett, melynek kifutója elegendő hosszúságú volt a Concorde fel- és leszállásához. 1989-ben többször is kibérelte az F-BTSD lajstromjelű Concorde-ot: június 26-tól július 5-ig New York-ba utazott, ahol az Egyesült Nemzetek Szervezete előtt mondott beszédet, július 16-án Párizsba repült a Francia Köztársaság kétszáz éves fennállásának ünnepségsorozatára, ahol François Mitterrand elnök vendége volt, szeptember 19-én Párizsból Gbadolite-ba repült, majd később a zaire-i ifjúsági kórussal Gbadolite-ból Marseille-be.
Mobutu uralma, mint a kleptokrácia és nepotizmus legismertebb példája szerzett magának hírnevet. Ngbandi törzsbeli közeli rokonai és barátai magas katonai és állami tisztségeket kaptak, legidősebb fiát, Nyiwát úgy nevelte, hogy egy napon majd az elnöki székben követi őt, ezt azonban meghiúsította Nyiwa AIDS által bekövetkezett halála 1994-ben.
Személyét óriási személyi kultusz övezte. A televízió esti hírműsorai előtt ő volt látható, amint felhők közt aláereszkedik a mennyekből, arcképei számtalan nyilvános helyet díszítettek, a kormányhivatalnokok ruházatának hajtókáján az ő arcképe díszelgett, címei közt megtalálható volt a „nemzet atyja”, a „nép megmentője” és a „páratlan harcos” titulus is. 1975 elején egy ideig a média senki mást nem említhetett nevén, csak Mobutut, mások csak tisztségük nevén szerepelhettek.
1983-ban Mobutu önmagát tábornaggyá nevezte ki.
Mindezek ellenére Mobutu képes volt tőkét kovácsolni a hidegháború feszültségeiből, és jelentős támogatást kapott a nyugati hatalmaktól, többek között az Amerikai Egyesült Államoktól, valamint olyan nemzetközi szervezetektől, mint a Nemzetközi Valutaalap.

## Külpolitikája

### Az Amerikai Egyesült Államokkal való kapcsolata

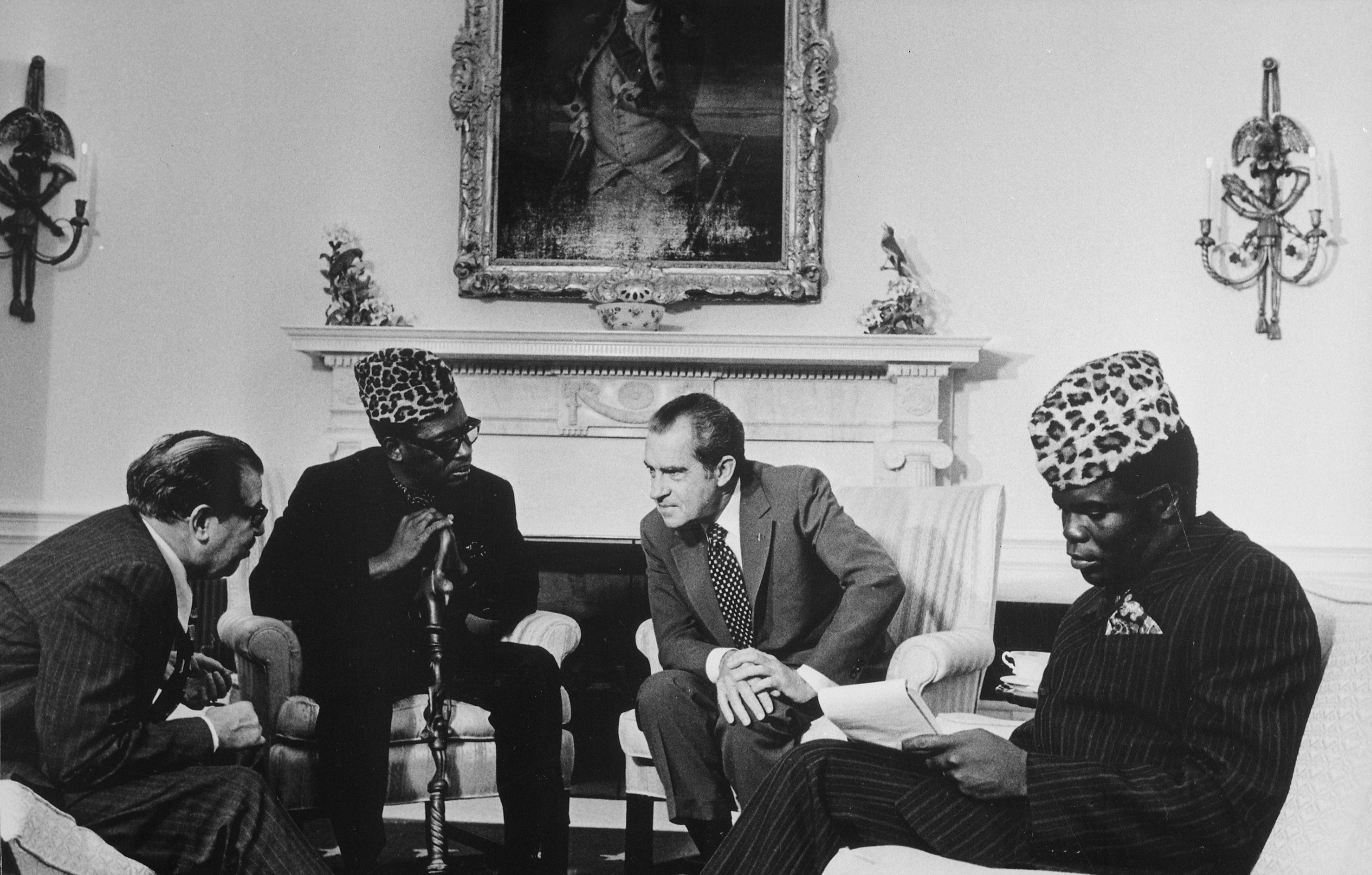
Mobutu Sese Seko és Richard Nixon Washingtonban, 1973-ban.

Zaire többnyire baráti kapcsolatokat ápolt az Amerikai Egyesült Államokkal. Belgium és Franciaország után az USA adta a legtöbb segélyt az országnak, Mobutu több amerikai elnökkel, Nixonnal, Reagannel és George H. W. Bushsal is jó barátságban volt. A viszony 1974-1975-ben jelentősen lehűlt, amikor Mobutu egyre radikálisabban és élesebben bírálta az Egyesült Államok külpolitikáját, majd 1975 nyarán mélypontra süllyedt, amikor Mobutu azzal vádolta a CIA-t, hogy hatalmának megdöntésére törekszik; ekkor hét zaire-i tábornokot és több civil személyt letartóztatott, valamint távollétében elítéltette a Központi Bank elnökét is. Ezekre a vádakra azonban sokan szkepticizmussal tekintettek, sőt, Mobutu eltökélt bírálója Nzongola-Ntalaja, azt az elméletet állította fel, hogy Mobutu maga találta ki az összeesküvést, ürügyként, hogy eltávolíthassa a katonaságból a tehetséges tiszteket, akik fenyegetést jelenthettek volna hatalmára. Ezeknek a gátló körülményeknek ellenére a fagyos viszony gyorsan felengedett, és a két ország hamarosan egymást támogatta az angolai polgárháborúban.
Az emberi jogok kezelésének területén látható nyilvánvaló hiányosságok miatt Jimmy Carter kormányzata igyekezett bizonyos távolságot tartani az amerikai és a kinshasai kormány között; ennek ellenére Zaire kapta a Carter kormányzat által a szub-szaharai Afrikának nyújtott segély csaknem felét. Az első Shaba-invázió során az USA viszonylag következetlen szerepet játszott; megkésve érkezett segítsége alig tartalmazott többet, mint hadviselésre alkalmatlan eszközöket. A második Shaba-invázióban viszont az USA sokkal meghatározóbb és aktívabb szerepet vállalt, szállítást és logisztikai támogatást nyújtott a lázadók ellen, Mobutu támogatására bevetett francia és belga ejtőernyős csapatoknak. Carter Mobutu megalapozatlan vádjait szajkózta a szovjetek és kubaiak által a lázadóknak nyújtott segélyekkel kapcsolatosan, amíg nyilvánvalóvá nem vált, hogy az állításoknak nincs valóságalapja. 1980-ban az Amerikai Egyesült Államok Képviselőháza leszavazta a Zaire-nek küldött további katonai támogatást, de Carter, és a Zaire-ben érdekelt üzleti körök nyomására a szenátus visszaállította a támogatást.
Mobutu jó viszonyt ápolt a Reagan-kormányzattal is, mely pénzügyi támogatást nyújtott országának; Reagan elnöksége alatt Mobutu háromszor volt a Fehér Ház vendége, az emberi jogok megsértése miatt az Egyesült Államokban elhangzó bírálatokat sikeresen tompította. Egy 1983-as hivatalos washingtoni látogatása során Reagan a következőképpen dicsérte őt: „a jóérzés és jóakarat kifejezése”.
Mobutu Reagan utódjával, George H. W. Bush-sal is szívélyes viszonyt ápolt; ő volt az első afrikai államfő, aki hivatalos látogatást tett Bushnál a Fehér Házban. Ennek ellenére a hidegháború befejezése után nem sokkal, Mobutu kapcsolata az Amerikai Egyesült Államokkal gyökeresen megváltozott; mivel a Szovjetunió megszűnt létezni, nem volt már ok Mobutu mellvédként való támogatására a kommunizmus ellen. Következésképpen az USA és a nyugati hatalmak nyomást kezdtek kifejteni Mobutura az ország demokratizálása érdekében. Az Amerikai Egyesült Államoknak rendszere iránti magatartás-változását látva Mobutu keserűen jegyezte meg: „én vagyok a hidegháború utolsó áldozata, nincs már rám az Egyesült Államoknak szüksége. A tanulság az, hogy az amerikai politika részemről való támogatása semmit sem ért”. 1993-ban, amikor Washingtonba akart látogatni, az Amerikai Egyesült Államok külügyminisztériuma elutasította vízumkérelmét
Mobutu összebarátkozott Pat Robertson televíziós lelkipásztorral is, aki megígérte neki, hogy befolyásával ráveszi a Külügyminisztériumot, hogy szüntesse meg az ellene való tilalmat.

### Belgiummal való kapcsolata
Mobutu uralma alatt Zaire és Belgium viszonya a bizalmas kapcsolat és a nyíltan ellenséges érzelmek között ingadozott. Uralkodásának első évei alatt a kapcsolat jelentősen megromlott az országban levő tekintélyes belga kereskedelmi és ipari érdekeltségek fölötti viták miatt, de a kapcsolat hamarosan felmelegedett. Mobutut és családját a belga uralkodó személyes vendégekként fogadta 1968-ban, majd még ugyanabban az évben tudományos és műszaki együttműködési megállapodást kötöttek. I. Balduin belga király rendkívül sikeres, 1970-es kinshasai látogatása során barátsági és együttműködési szerződést írtak alá. 1974-ben azonban Mobutu tiltakozásul széttépte a szerződést, mivel Belgium visszautasította kérését, hogy tiltsanak be egy baloldali ügyvéd, Jules Chomé által írt Mobutu-ellenes könyvet. Mobutu „zairei-izációs” politikája, mely kisajátította a külföldi tulajdonban lévő vállalkozásokat, és tulajdonjogukat zaire-ieknek adta, csak tovább fokozta a feszültséget.

### Franciaországgal való kapcsolata
Mivel Zaire a világ második legnagyobb francia nyelvű országa, és a szub-szaharai Afrika legnagyobb állama, az országnak nagy stratégiai jelentősége volt Franciaország számára. A kongói válság idején Franciaország a konzervatív és federalista erők oldalára állt, a Lumumbáéhoz hasonló unitarista irányvonal ellenében. Röviddel azután, hogy Katangan elszakadási törekvéseit leverték, Zaire (melyet akkor még Kongói Köztársaságnak hívtak) műszaki és kulturális együttműködési megállapodást kötött Franciaországgal. Charles de Gaulle elnöksége alatt a két ország kapcsolatai fokozatosan megerősödtek és szorosabbá váltak. 1971-ben az akkori pénzügyminiszter, Valéry Giscard d’Estaing látogatást tett Zaire-ben; később, miután elnökké választották, szoros személyes kapcsolatot alakított ki Mobutu elnökkel, és rendszerének egyik legszorosabb külföldi szövetségese lett. A Shaba-inváziók során Franciaország határozottan kiállt Mobutu mellett; az első Shaba-invázió alatt Franciaország 1500 marokkói ejtőernyőst dobott le Zaire-ben, akik a lázadókat visszaverték; egy évvel később a második Shaba-invázió alatt Franciaország maga küldött katonai segítséget Mobutu támogatására (Belgiummal együtt).

### Kapcsolata a Szovjetunióval
Mobutu kapcsolata a Szovjetunióval fagyos és feszült volt. Mobutu, a rendíthetetlen kommunistaellenes politikus, nem sietett, hogy elismerje a szovjeteket; jól emlékezett, amikor – még ha csak szóban is – Lumumbát és a Simba-lázadókat támogatták. Azért azonban, hogy pártatlan képet fessen magáról, 1967-ben felújította a kapcsolatokat; az első szovjet nagykövet 1968-ban adta át megbízólevelét (Mobutu ugyanabban az évben az Amerikai Egyesült Államok mellé állt a Csehszlovákia elleni szovjet invázió elítélésében). Mobutu két oknál fogva is előnyösnek tartotta a szovjet jelenlétet: lehetőséget adott számára az el nem kötelezett szerepben való megjelenésre, és személyükben alkalmas bűnbakot talált az otthoni problémákra. 1970-ben például négy szovjet diplomatát kiutasított „felforgató tevékenység” vádjával, majd 1971-ben húsz szovjet diplomatát nyilvánított nemkívánatos személynek, (persona non grata) diákok állítólagos demonstrációkra való felbujtásáért a Lovanium Egyetemen.
Moszkva volt az egyetlen olyan világhatalom fővárosa, melyet Mobutu soha nem látogatott meg, bár 1974-ben elfogadott egy meghívást. Ismeretlen okoknál fogva azonban az utolsó pillanatban lemondta a látogatást, helyette inkább a Kínai Népköztársaságot és Észak-Koreát kereste fel.
A kapcsolatok 1975-ben még hűvösebbé váltak, amikor a két ország az angolai polgárháború ellenzőinek ellentétes oldalán találta magát. Mindennek drámai hatása volt a következő évtized zaire-i külpolitikájára, miután elvesztve érezte Afrika vezetésére vonatkozó álmait (Mobutu volt azon kevesek egyike, akik nem ismerték el az angolai marxista kormányt), Mobutu egyre inkább az USA és szövetségesei felé fordult, magáévá téve olyan Amerika-barát hozzáállást, mint például az afganisztáni szovjet megszállás elítélése, Izrael szerepének megítélése a nemzetközi szervezetekben stb.

### Kapcsolata a Kínai Népköztársasággal
Zaire viszonya a Kínai Népköztársasággal kezdetben semmivel sem volt jobb, mint a Szovjetunióval. A Kwilu tartományban lezajlott Simba-lázadás alatt Mulelének és más maoista lázadóknak nyújtott kínai segélyek még élénken éltek Mobutu emlékezetében. Ellenezte, hogy Kína az Egyesült Nemzetek Szervezetében helyet kapjon. 1972-re azonban már másként tekintett a kínaiakra, ellensúlyt látott bennük, egyrészt a Szovjetunióval szemben, másrészt az Egyesült Államokkal, Izraellel és a Dél-Afrikai Köztársasággal szemben. 1972 novemberében Mobutu meghosszabbította a kínaiak (valamint a keletnémetek és észak-koreaiak) diplomáciai elismerését. A rákövetkező évben Mobutu látogatást tett Pekingben, ahol személyesen találkozott Mao Ce-tung elnökkel, és ahol 100 millió amerikai dolláros műszaki segélyre kapott ígéretet. 1974-ben Mobutu meglepetésszerűen ellátogatott Kínába és Észak-Koreába – ebben az időben az eredeti tervek szerint a Szovjetunióba utazott volna. Hazatérte után mind politikája, mind retorikája észrevehetően radikálisabb lett; ekkoriban kezdte bírálni Belgiumot és az Amerikai Egyesült Államokat (ez utóbbit azért, mert szerinte nem tett meg mindent a dél-afrikai kisebbségi fehér kormányzás ellen), bevezette a „kötelező polgári munkát”, melyet „salongónak” nevezett, és kezdeményezte a „radikalizálódást” (az 1973-ban elkezdett zaire-i kulturális önállósodási program kiterjesztését). Még egy címet – a „kormányost” – is kölcsönvett Mao Ce-tungtól. Személyi kultusza 1974 végén, 1975 elején érte el a csúcsát.
Kínának és Zaire-nek volt egy közös célja Közép-Afrikában, nevezetesen a szovjet terjeszkedés bármi áron történő megállítása. Következésképpen mind Zaire, mind Kína titokban segélyeket juttatott az FNLA-nak (majd később az UNITA-nak), hogy megállítsák a kubai erők által támogatott és kiegészített MPLA hatalomra jutását. A kubaiak, akiknek jelentős befolyásuk volt Afrikában, mivel támogatást nyújtottak a baloldali és antiimperialista erőknek, tekintélyes anyagi támogatást kaptak ebben az időszakban a Szovjetuniótól. Emellett Kína nemcsak meghívta Holden Robertót és gerilláit pekingi kiképzésre, hanem még fegyvereket és pénzt is juttatott a lázadóknak. Zaire, abból a célból, hogy Kinshasa-párti kormányt hozzon létre Angolában, egy balul sikerült inváziót indított, melyet a kubai erők visszavertek. Az invázió kudarc volt, melynek messzire nyúló utóhatásai voltak, elsősorban a Shaba I és Shaba II inváziók, melyeket Kína ellenzett. A Shaba-inváziók alatt Kína katonai segítséget küldött Zaire-be, továbbá azzal vádolta a Szovjetuniót és Kubát (amelyek állítólag segítették a Shaba lázadókat, bár ez már akkor is csak feltevés volt, és az is maradt), hogy Közép-Afrika destabilizálásán munkálkodnak.

## Koalíciós kormányzás
1990 májusában, a hidegháború befejezése, a nemzetközi politikai klíma változása, valamint a belső gazdasági problémák és nyugtalanság miatt, Mobutu hozzájárult, hogy megszűnjön a politikai pártok létrehozásának tilalma, átmeneti kormányt jelölt ki, mely az országot elvezeti a beígért választásokhoz, ugyanakkor jelentős hatalmat tartott meg a saját kezében. Azonban a fizetésükhöz nem jutó katonák által Kinshasában kitört lázadásokat követően Mobutu az ellenzéki szereplőket is bevonta a koalíciós kormányba, bár hallgatólagosan megtartotta a titkosszolgálatok és a fontosabb minisztériumok feletti irányítást. A megosztottság miatt 1993-ban két kormány jött létre, egy Mobutu-párti és egy Mobutu-ellenes kormány. A Mobutu-ellenes kormányt Laurent Monsengwo és Étienne Tshisekedi az UDPS tagjai vezették. A gazdasági helyzet még mindig szörnyű volt, ezért a két csoport 1994-ben egyesült, mint a High Council of Republic – Parliament of Transition (HCR-PT) (a Köztársaság Legfelsőbb Tanácsa – Ideiglenes Parlament). Mobutu Kengo Wa Dondót, a mérsékletesség és a szabad piac szószólóját jelölte miniszterelnöknek. Mobutu fizikailag egyre gyengébb lett, és egyik európai gyógykezeltetésének ideje alatt a tuszi népcsoport tagjai Zaire keleti részének jó részét elfoglalták.

## Hatalmának megdöntése
Mobutu hatalmát az első kongói háború során Laurent-Désiré Kabila döntötte meg, Ruanda, Burundi és Uganda kormányának segítségével.
A tuszik már régen szemben álltak Mobutuval, mivel nyíltan támogatta a ruandai hutu szélsőségeseket, akik az 1994-es ruandai népirtás felelősei voltak. Amikor kormánya 1996 novemberében parancsot adott, hogy a tusziknak halálbüntetés terhe mellett el kellett hagyniuk Zaire-t, lázadás tört ki. Az ugandai elnök, Yoweri Museveni, és a ruandai védelmi miniszter Paul Kagame támogatásával Zaire keleti részéből támadást indítottak Mobutu hatalmának megdöntésére, nyugat felé, Kinshasába tartó csapataikhoz helyi erők is csatlakoztak.
Mobutu már ekkor rákkal küzdött, betegen nem volt képes az ellenállás irányítására, mely a nyugat felé tartó erők előtt összeomlott, a katonaság amúgy is inkább a polgári megmozdulások elfojtására volt kiképezve, semmint egy nagy területű ország megvédésére. Kudarcba fulladt béketárgyalásokat követően, 1997. május 16-án a tuszi lázadók és más Mobutu-ellenes csoportok, például az Alliance des Forces Democratiques pour la Liberation du Congo-Zaire (AFDL) elfoglalta Kinshasát. Másnap Zaire-t átnevezték Kongói Demokratikus Köztársaságra.

### Juvénal Habyarimana temetése
1997. május 12-én, miközben Laurent-Désiré Kabila lázadó serege, az ADFL Gbadolite felé tartott, a merénylet áldozatául esett ruandai elnök, Juvénal Habyarimana holttestét szállító repülőgép Mobutu ellenőrzése alatt volt. Az elnök földi maradványait repülőgépen szállították Kinshasába, ahol egy mauzóleumban helyezték volna el. A repülőgép három napig állt a Kinshasa International Airport előterén. Május 16-án, egy nappal azelőtt, hogy Mobutu elmenekült Zaire-ből (és az ország új neve Kongói Demokratikus Köztársaság lett) Habyarimana földi maradványait egy indiai hindu vezető felügyelete mellett hamvasztották el.

### Száműzetése
Mobutu egy ideig Togóba vonult száműzetésbe, de többnyire Marokkóban élt. Száműzetésbe vonulásának napján Laurent-Désiré Kabila lett az ország új elnöke. Kabilát 2001-ben, máig sem tisztázott körülmények közt megölték, az új elnök fia, Joseph Kabila lett.

## Halála
Mobutu a marokkói Rabatban töltött száműzetésében halt meg 1997. szeptember 7-én prosztatarákban. A rabati keresztény temetőben, a „Pax”-ban temették el.
2007 decemberében a Kongói Demokratikus Köztársaság Nemzetgyűlése javasolta, hogy földi maradványait szállítsák haza és helyezzék mauzóleumba.

## Öröksége
A Transparency International szerint Mobutu 5 milliárd amerikai dollárt sikkasztott el országának vagyonából, így az elmúlt két évtized harmadik legkorruptabb, valamint Afrika legkorruptabb állami vezetőjének számít.
Mobutu a főként e-mailben terjedő „nigériai levelek” folytonosan visszatérő figurája is. A levél írója azt állítja, hogy ő maga Mobutu felesége, fia, vagy lánya, és busás részesedést ajánl a levél címzettje által tisztára mosott vagyonából, melyhez természetesen a címzettnek előre át kell utalnia egy kisebb összeget a felmerülő költségek fedezetéül. Gátlástalan öröksége az emberi jogok lábbal tiprásából, az ország gazdaságának rossz vezetéséből és a korrupció állami szintre emeléséből fakad.
Mobutu egyike volt azoknak, akik közreműködtek a Muhammad Ali és George Foreman között 1974. október 30-án lejátszott híres ökölvívó-összecsapásnak, a Rumble in the Jungle-nak (dübörgés a dzsungelben) Zaire-be hozásánál. A When We Were Kings dokumentumfilm szerint a kezdeményező, Don King mindkét ökölvívónak 5 millió dollárt ajánlott az összecsapásért, ekkora összeget egyetlen szponzor sem ajánlott volna fel. Mivel Mobutu javítani akarta a Zaire-ről a világban kialakított képet, az ország pénzét ajánlotta fel erre a célra. A film egyik idézete szerint Ali állítólag azt mondta: „Egyes országok háborút kezdenek, hogy nevüket megismerje a világ, és a háborúk 10 milliónál sokkal többe kerülnek”.

## Családja
Mobutu kétszer házasodott. Első felesége, Marie-Antoinette Mobutu, 1977. október 22-én, 36 éves korában, szívrohamban halt meg a svájci Genolier-ben. 1980. május 1-jén feleségül vette korábbi szeretőjét, Bobi Ladawát; az esküvő II. János Pál pápa látogatásának előestéjén volt, törvényesítve ezáltal kapcsolatát a római katolikus egyház szemében. Első házasságából származó négy fia, Nyiwa, Konga, Kongulu és Manda már nem él. Második házasságából származó egyik fia, François Joseph Nzanga Mobutu Ngbangawe elnökjelöltként indult a 2006-os elnökválasztáson, jelenleg mezőgazdasági miniszter. Egyik lánya, Yakpwa rövid ideig egy belga férfivel élt házasságban, férje, Pierre Janssen később könyvet írt Mobutu életéről.
Mobutunak összesen 17 gyermeke volt.

## A művészetben
Mobutu volt a címszereplője a Mobutu, King of Zaire (Mobutu, Zaire királya) című háromrészes dokumentumsorozatnak, melyet Thierry Michel készített. Mobutu alakja megjelent a Lumumba című mozifilmben is, melyet Raoul Peck rendezett. A film Lumumba szemszögéből mutatja be a puccs előtti és utáni éveket. Konkrét nevek megjelölése nélkül, de kétségtelenül Mobutu (a „Nagy Ember”) Kongójában játszódik V. S. Naipaul A nagy folyó kanyarulatában című, 1979-ben megjelent regénye is.

### Könyvek

#### Angol nyelven
- Ayittey, George B.N. Africa in Chaos: A Comparative History. Palgrave Macmillan. ISBN 0312217870
- Butcher, Tim: Blood River – A Journey To Africa's Broken Heart, 2007. ISBN 0-701-17981-3
- Callaghy, Thomas M. Politics and Culture in Zaire. Center for Political Studies. ASIN B00071MTTW
- Callaghy, Thomas M. State-Society Struggle: Zaire in Comparative Perspective. Columbia University Press. ISBN 0231057202
- Close, William T. Beyond the Storm: Treating the Powerless & the Powerful in Mobutu's Congo/Zaire. Meadowlark Springs Production. ISBN 0970337140
- De Witte, Ludo. The Assassination of Lumumba. Verso. ISBN 1859844103
- Devlin, Larry. Chief of Station, Congo: Fighting the Cold War in a Hot Zone. PublicAffairs. ISBN 1586484052
- Edgerton, Robert. The Troubled Heart of Africa: A History of the Congo. St. Martin's Press. ISBN 0-312-30486-2
- Elliot, Jeffrey M., and Mervyn M. Dymally (eds.). Voices of Zaire: Rhetoric or Reality. Washington Institute Press. ISBN 0-88702-045-3
- French, Howard W. A Continent for the Taking: The Tragedy and Hope of Africa. Vintage. ISBN 1400030277
- Gould, David. Bureaucratic Corruption and Underdevelopment in the Third World: The Case of Zaire. ASIN B0006E1JR8
- Gran, Guy, and Galen Hull (eds.). Zaire: The Political Economy of Underdevelopment. ISBN 0-275-90358-3
- Harden, Blaine. Africa: Dispatches from a Fragile Continent. Houghton Mifflin Company. ISBN 0395597463
- Kelly, Sean. America's Tyrant: The CIA and Mobutu of Zaire. American University Press. ISBN 1-879383-17-9
- Kingsolver, Barbara. The Poisonwood Bible. Harper Collins. ISBN 0-606-19420-7
- Lesie, Winsome J. Zaire: Continuity and Political Change in an Oppressive State. Westview Press. ISBN 0-86531-298-2
- MacGaffey, Janet (ed.). The Real Economy of Zaire: The Contribution of Smuggling and Other Unofficial Activities to National Wealth. Philadelphia: University of Pennsylvania Press. ISBN 0-8122-1365-3
- Meditz, Sandra W. and Tim Merrill. Zaire: A Country Study. Claitor's Law Books and Publishing Division. ISBN 1-57980-162-5 Available here
- Meredith, Martin. The Fate of Africa: From the Hopes of Freedom to the Heart of Despair. PublicAffairs. ISBN 1586482467
- Mokoli, Mondonga M. State Against Development: The Experience of Post-1965 Zaire. New York: Greenwood Press. ISBN 0-313-28213-7
- Nzongola-Ntalaja, Georges. The Congo: From Leopold to Kabila: A People's History. Zed Books. ISBN 1842770535
- Sandbrook, Richard (1985). The Politics of Africa's Economic Stagnation. Cambridge University Press. ISBN 0-521-31961-7
- Schatzberg, Michael G. The Dialectics of Oppression in Zaire. Indiana University Press. ISBN 0-253-20694-4
- Schatzberg, Michael G. Mobutu or Chaos? University Press of America. ISBN 0-8191-8130-7
- Taylor, Jeffrey. Facing the Congo: A Modern-Day Journey into the Heart of Darkness. Three Rivers Press. 0609808265
- Wrong, Michela. In The Footsteps of Mr. Kurtz: Living on the Brink of Disaster in Mobutu's Congo. Perennial. ISBN 0-06-093443-3
- Young, Crawford, and Thomas Turner. The Rise and Decline of the Zairian State. University of Wisconsin Press. ISBN 0-299-10110-X
- Mwakikagile, Godfrey. Nyerere and Africa: End of an Era, 2006, Chapter Six: "Congo in The Sixties: The Bleeding Heart of Africa." New Africa Press, South Africa. ISBN 9780980253412; Mwakikagile, Godfrey. Africa is in A Mess: What Went Wrong and What Should Be Done, 2006. New Africa Press. ISBN 9780980253474

#### Francia nyelven
- Braeckman, Colette. Le Dinosaure, le Zaïre de Mobutu. Fayard. ISBN 2-213-02863-X
- Chomé, Jules. L'ascension de Mobutu: Du sergent Désiré Joseph au général Sese Seko. F. Maspero. ISBN 2707110752
- Janssen, Pierre. À la cour de Mobutu. Michel Lafon. ISBN 2-84098-332-X
- Mobutu Sese Seko. Discours, allocutions et messages, 1965-1975. Éditions J.A. ISBN 2-85258-022-5
- Monheim, Francis. Mobutu, l’homme seul. Editions Actuelles. (Unknown ISBN)
- Ngbanda Nzambo-ku-Atumba, Honoré. Ainsi sonne le glas! Les Derniers Jours du Maréchal Mobutu. Gideppe. ISBN 2-9512000-2-1
- Nguza Karl-i-Bond, Jean. Mobutu ou l'Incarnation du Mal Zairois. Bellew Publishing Co Ltd. ISBN 0-86036-197-7